# 山県勝久
山県 勝久（やまがた かつひさ）は、安土桃山時代から江戸時代にかけての武士。毛利氏の家臣で長州藩士。

## 生涯
系譜や生年等は不明であるが、安芸国の国人・山県氏の出身とされ、毛利氏に仕えた。
慶長元年（1596年）、嫡男・就次が生まれ、勝久の死後にその後を継いだ。
また、勝久の室・おあやは、毛利秀就の幼年時代に傅役を務め、寛永2年（1625年）8月13日に長門国大津郡日置村の内に14石を与えられている。